# Belvès
Belvès is een plaats en voormalige gemeente in het departement Dordogne in de Périgord Noir. Die deel uitmaakt van de regio Nouvelle-Aquitaine in Frankrijk. Het heeft 1431 inwoners.
Het is bereikbaar vanuit Périgueux via de D710. Het ligt niet ver van Saint Cyprien en Monpazier. In de gemeente ligt spoorwegstation Belvès. Het dorp is lid van Les Plus Beaux Villages de France.
De gemeente is op 1 januari 2016 gefuseerd met Saint-Amand-de-Belvès tot de commune nouvelle Pays de Belvès.

## Demografie
Onderstaande figuur toont het verloop van het inwonertal.

## Afbeeldingen

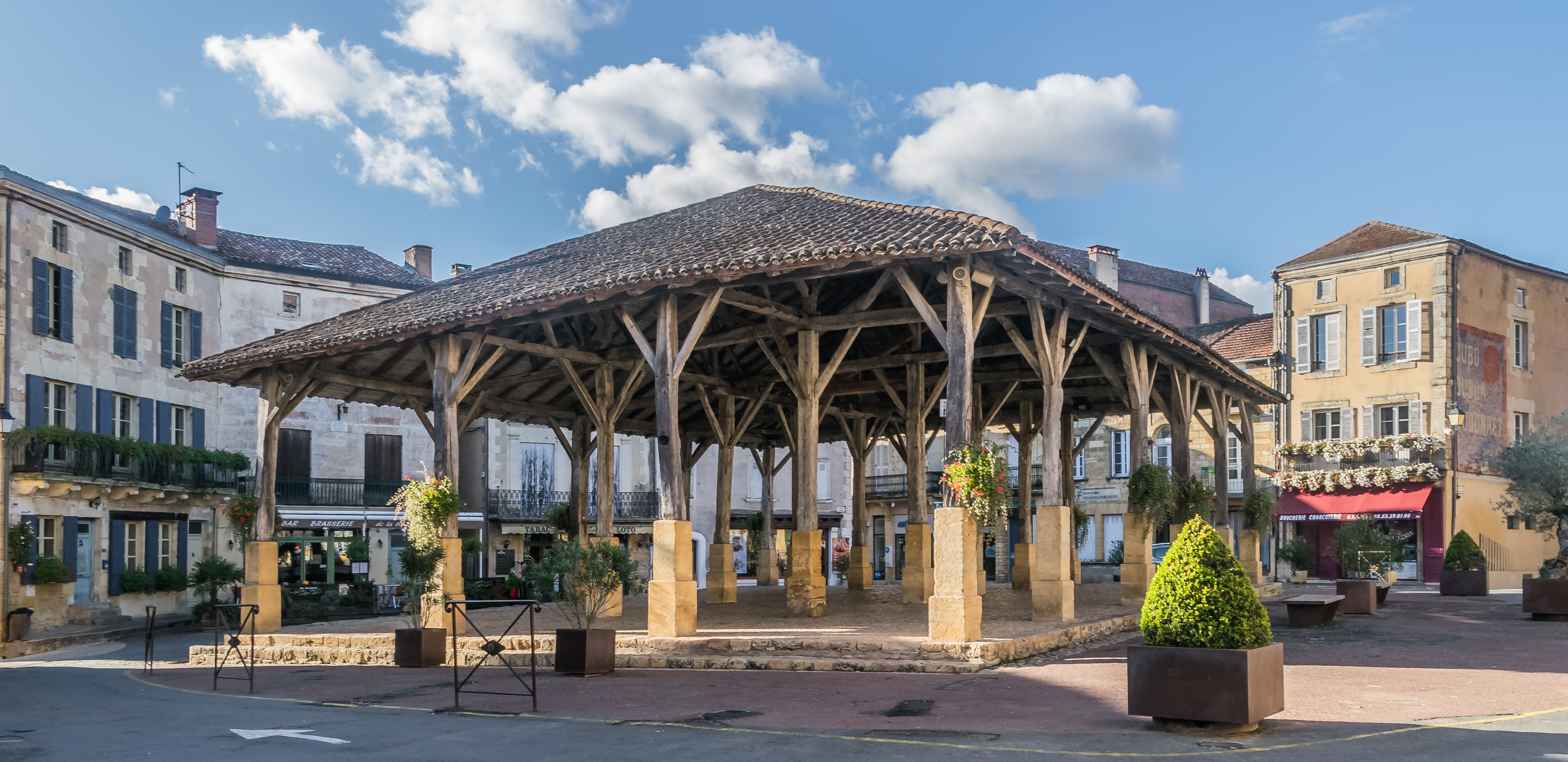
Markthal
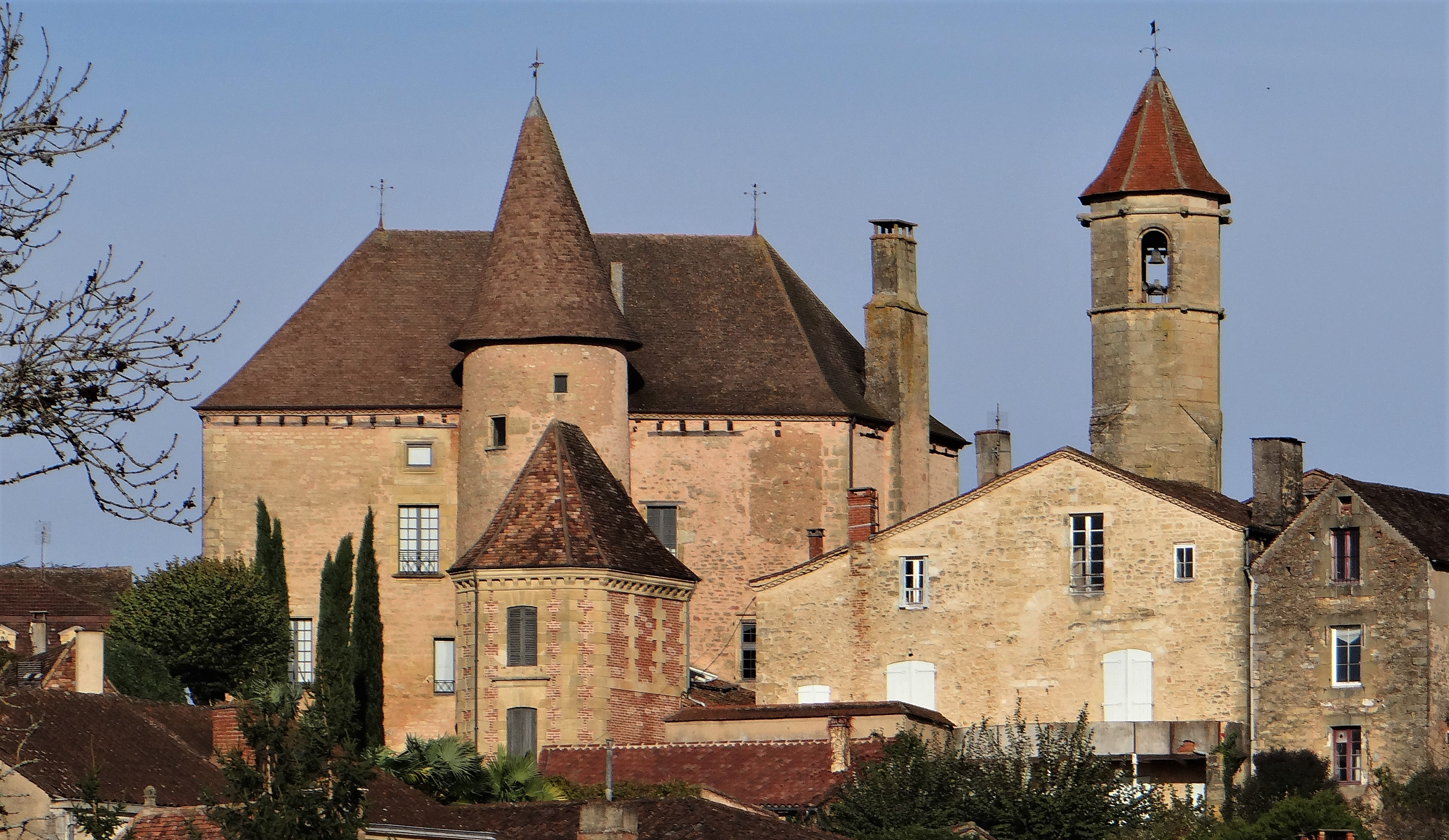
Château de Belvès
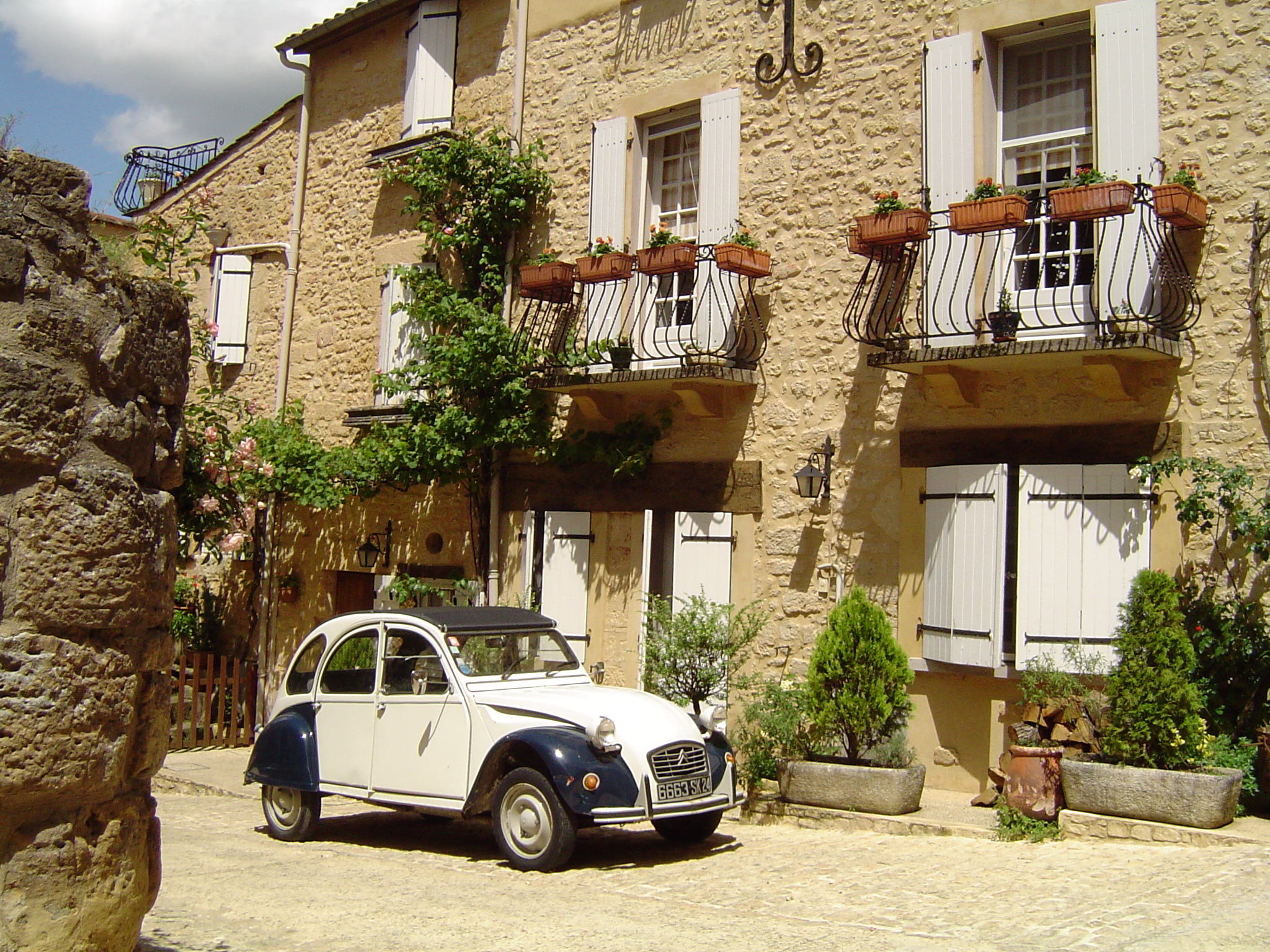
Citroën 2CV in Belvès

## Sport
Door de sportclub Athlétique Belvésois wordt er jaarlijks een 50 en 100 km Ultraloop georganiseerd.

## Geboren in Belvès
- Jacques Rispal (1923-1986), acteur
- Jean-Joseph Sanfourche (1929-2010), schilder